# Villers-Bouton
Villers-Bouton è un comune francese di 167 abitanti situato nel dipartimento dell'Alta Saona nella regione della Borgogna-Franca Contea.

## Società

### Evoluzione demografica
Abitanti censiti